# أحمس سات كاموس
أحمس سات كاموس أو سات كاموس، هي أميرة وملكة مصرية قديمة غير حاكمة أو زوجة ملك عاشت خلال أواخر الأسرة السابعة عشرة أو أوائل الأسرة الثامنة عشرة، وهي زوجة الملك أحمس الأول، واستنادا إلى معنى اسمها، فمن المرجح أن تكون ابنة الملك كاموس.

## حياتها
على الأرجح تزوجت الملكة سات كاموس من الملك أحمس الأول الذي كان عمها أو ابن عمها.

## ألقابها
- زوجة الملك.
- ابنة الملك.
- أخت الملك.
- زوجة الإله آمون (من المرجح أنها لم تُمنح هذا اللقب إلا بعد وفاتها).[2]

## مدفنها
تم اكتشاف مومياء الملكة سات كاموس في عام 1881 في خبيئة الدير البحري، والتي كانت في نعش رجل يدعى بادي آمون الذي عاش بدوره خلال عهد الأسرة الحادية والعشرين، وتم فك لفائفها بواسطة عالم المصريات الفرنسي غاستون ماسبيرو في 19 يونيو 1886، وعند وفاتها كانت الملكة سات كاموس في حوالي الثلاثين من عمرها، وصفها الطبيب وعالم المصريات جرافتون إليوت سميث عندما فحص المومياوات الملكية عام 1912 بأنها قوية البنية، وتكاد تكون ذات جسم ذكوري. وقد تضررت المومياء بأيدي لصوص المقابر.